# تلمبه حاجی رمضانی
تلمبه حاجی رمضانی، یک آبادی از توابع بخش چترود، شهرستان کرمان در استان کرمان ایران است.

## جمعیت
این آبادی در دهستان معزیه قرار دارد و براساس سرشماری مرکز آمار ایران در سال ۱۳۹۵، سکنه آن کمتر از سه خانوار بوده‌است.